# Michálkovice
Michálkovice (deutsch Michalkowitz, polnisch Michałkowice) ist eine ehemalige Kleinstadt, jetzt der östlichste Stadtteil von Ostrava in Tschechien, östlich der Ostravice gelegen.

## Geschichte
Der Weiler Michalkowicze von Polnisch Ostrau im Besitz der Teschener Herzöge wurde im Jahr 1440 erstmals urkundlich erwähnt. Der patronymische Name ist vom Personennamen Michálek bzw. Michałek (Diminutiv von Micha(e)l) mit einem typischen westslawischen Suffix abgeleitet.
1630 wurde das Dorf unabhängig und gehörte mit Hruschau der Familie Goczalkowsky, aber von 1714 bis 1848 wurde es wieder an die Herrschaft von Polnisch Ostrau angeschlossen. In der Beschreibung Teschener Schlesiens von Reginald Kneifl im Jahr 1804 war Michalkowitz ein Dorf der Herrschaft von Polnisch-Ostrau des Grafen Joseph Wlczek im Teschner Kreis. Das Dorf hatte 23 Häuser mit 164 Einwohnern schlesisch-polnischner Mundart, obwohl sie zur mährischsprachigen Pfarrei in Polnisch-Ostrau gehörten. Auf der ethnographischen Karte der Österreichischen Monarchie von Karl von Czoernig-Czernhausen aus dem Jahr 1855 wurde es auf der mährisch-lachischen Seite der Sprachgrenze, gegenüber den Wasserpolaken, zugeordnet.
Nach der Aufhebung der Patrimonialherrschaften wurde das ländliche Dorf ein Ortsteil der Gemeinde Polnisch-Ostrau im Bezirk Friedek in Österreichisch-Schlesien, ab 27. Januar 1866 eine unabhängige Gemeinde im zwei Jahre später gegründeten Bezirk Freistadt (Fryštát).
Die Förderung der Steinkohle begann im Jahr 1843 in der Zeche Michal/Michał, dann folgten die Zechen Petr/Piotr und Pavel/Paweł (1858), Jan (1868) und Josef (1879). Die Zahl der Einwohner stieg bis 1869 auf 870, dann bis 1880 auf 1587 (1551 mit Anmeldung) und 1910 schon 6818 (6794). In den 1870er und 1880er Jahren begann ein großer Zuzug in das Ostrau-Karwiner Kohle- und Industriegebiet, hauptsächlich Billigkräfte aus Galizien. Die Polen machten im Jahr 1880 22,4 % (347 Personen) der Ortsbewohner aus, aber ihre Anzahl stieg weiter auf 38,2 % im Jahr 1890 und 60,3 % 1900. Im frühen 20. Jahrhundert entflammte ein nationaler Konflikt zwischen Polen und Tschechen. Die tschechischen Aktivisten strebten an, den rückläufigen Trend der tschechischen Bevölkerung (von 74,1 % im Jahr 1880 auf 36,4 % in 1900) zu stoppen. 1901 wurde der jüdische Friedhof angelegt. 1903 wurde Michalkowitz zum Sitz einer neuen tschechischsprachigen Pfarrei im Dekanat Karwin. Am 1. Januar 1904 wurden 7 traditionell tschechischsprachige Gemeinden, darunter Michálkovice, des Gerichtsbezirks Oderberg im Bezirk Freistadt abgetrennt, um den neuen Gerichtsbezirk Polnisch Ostrau im Bezirk Friedek zu schaffen.
Am 1. April 1907 wurde es zur Marktgemeinde erhoben. 1907 wurde eine tschechische Schule für Jungen und 1911 für Mädchen eröffnet. 1910 hatte die neue Marktgemeinde eine Fläche von 261 Hektar, 374 Gebäude mit 6818 Einwohnern, davon 6794 mit einer Anmeldung – nur diese wurden nach ihrer Umgangssprache gefragt: 4147 (60,8 %) waren tschechisch-, 2481 (36,4 %) polnisch- und 164 (2,4 %) deutschsprachig; 6560 (96,2 % der gesamten Stadtbevölkerung) waren Katholiken, 142 (2,1 %) Protestanten, 108 (1,6 %) Juden, 8 anderen Glauben.
Nach dem Ersten Weltkrieg und dem Zusammenbruch der Habsburgermonarchie war das Gebiet Teschener Schlesiens umstritten. Am 5. November 1918 verständigten sich der Polnische Nationalrat des Herzogtums Teschen (Rada Narodowa Kięstwa Cieszyńskiego, RNKC) und das tschechische Gebietskomitee (Zemský národní výbor, ZNV) darauf, dass Michálkovice, wie der ganze Bezirk Friedek an die Tschechoslowakei fallen sollte. Auf der tschechischen Seite, auch hinter der Ostrawitza in Mähren, blieben einige zehntausend Polen, mehrheitlich galizische Einwanderer, davon über 20 % der Bevölkerung des Gerichtsbezirks Polnisch Ostrau. Im Gegensatz zu den altansässigen Wasserpolaken aus dem Gebiet der Teschener Mundarten waren sie zum großen Teil noch analphabetisch und im Vergleich zu den aufgeklärten Polen in der nach dem Polnisch-Tschechoslowakischen Grenzkrieg entstanden Region Olsagebiet tschechisierten sie sich in der Zwischenkriegszeit relativ schnell (in der Volkszählung im Jahr 1921 schon nur 877 oder 1,9 % Angaben polnischer Nationalität im ganzen Gerichtsbezirk). Eine Spur von ihnen sind die zahlreichen Nachnamen in polnischer Schreibweise.
1920 wurde eine Pfarrei der Tschechoslowakischen Hussitischen Kirche errichtet. 1938 wurde es zum Grenzort an der Grenze zu Polen im Nordosten (Rychvald, damals Rychwałd im Olsagebiet, an Rychwałd wurden auch einige Hektar von Ödland von Michálkovice angeschlossen). Ab 1939 war der Rest der Gemeinde im Protektorat Böhmen und Mähren. Die Pfarrei wurde zu einem der 17 Parochien des Erzbistums Breslau im Protektorat.
Bereits im Jahr 1919 war die Eingemeindung an Mährisch Ostrau erwogen worden, um „Groß Ostrau“ zu schaffen, sowie die Eingemeindung von 4 Gemeinden östlich der Ostravice an Schlesisch Ostrau (Slezská Ostrava) um eine Konkurrenzstadt zu Mährisch Ostrau zu schaffen. Die Kleinstadt Michálkovice wurde jedoch erst am 1. Juli 1941 während der deutschen Besatzung nach Ostrau eingemeindet. Bis 1960 war Michálkovice ein selbständiger Stadtteil mit um 5000 Einwohnern, später dem Stadtbezirk von Slezská Ostrava zugeordnet, ab 1990 wieder ein selbständiger Stadtbezirk.

Lage innerhalb der Ostrava
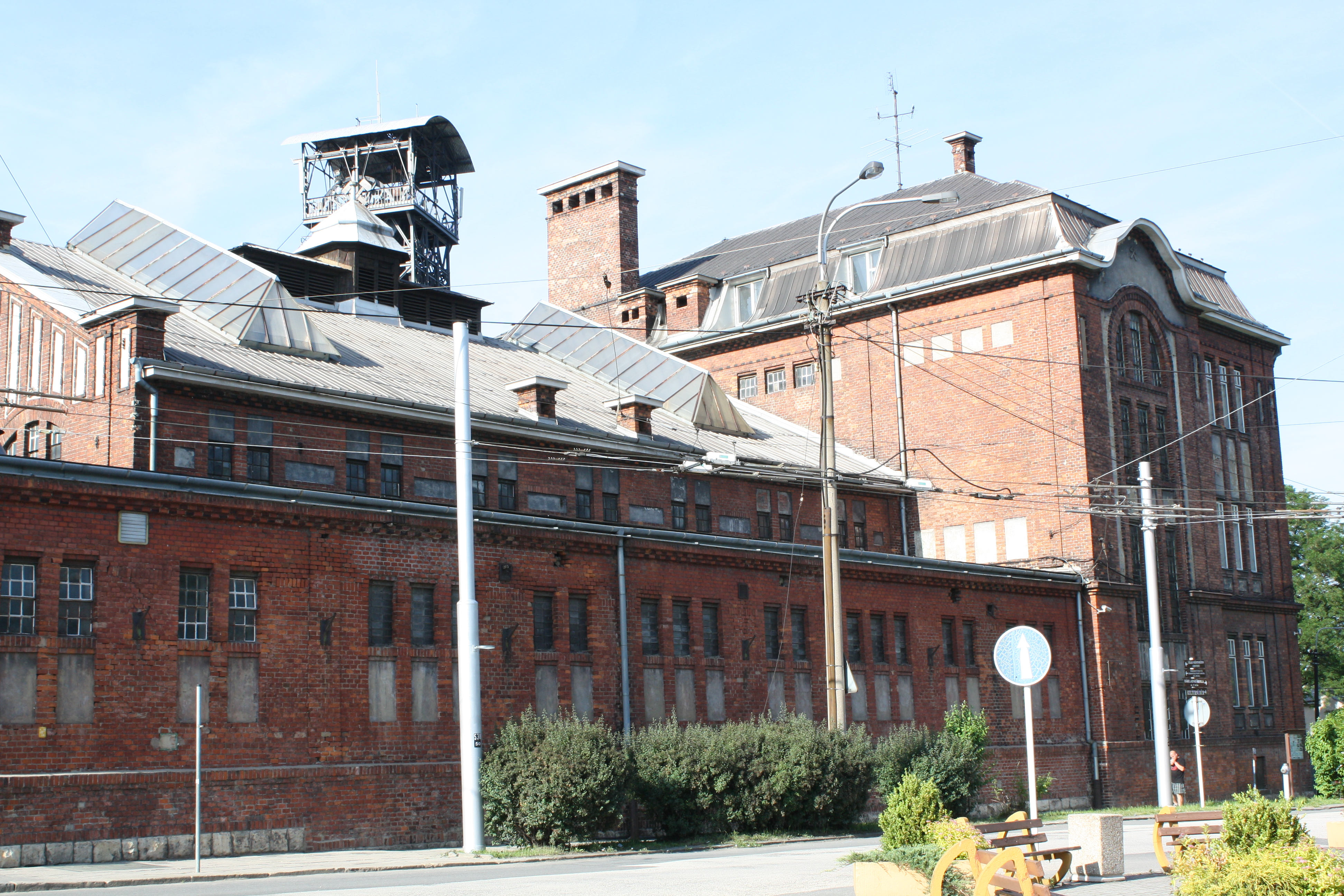
Zeche Michal
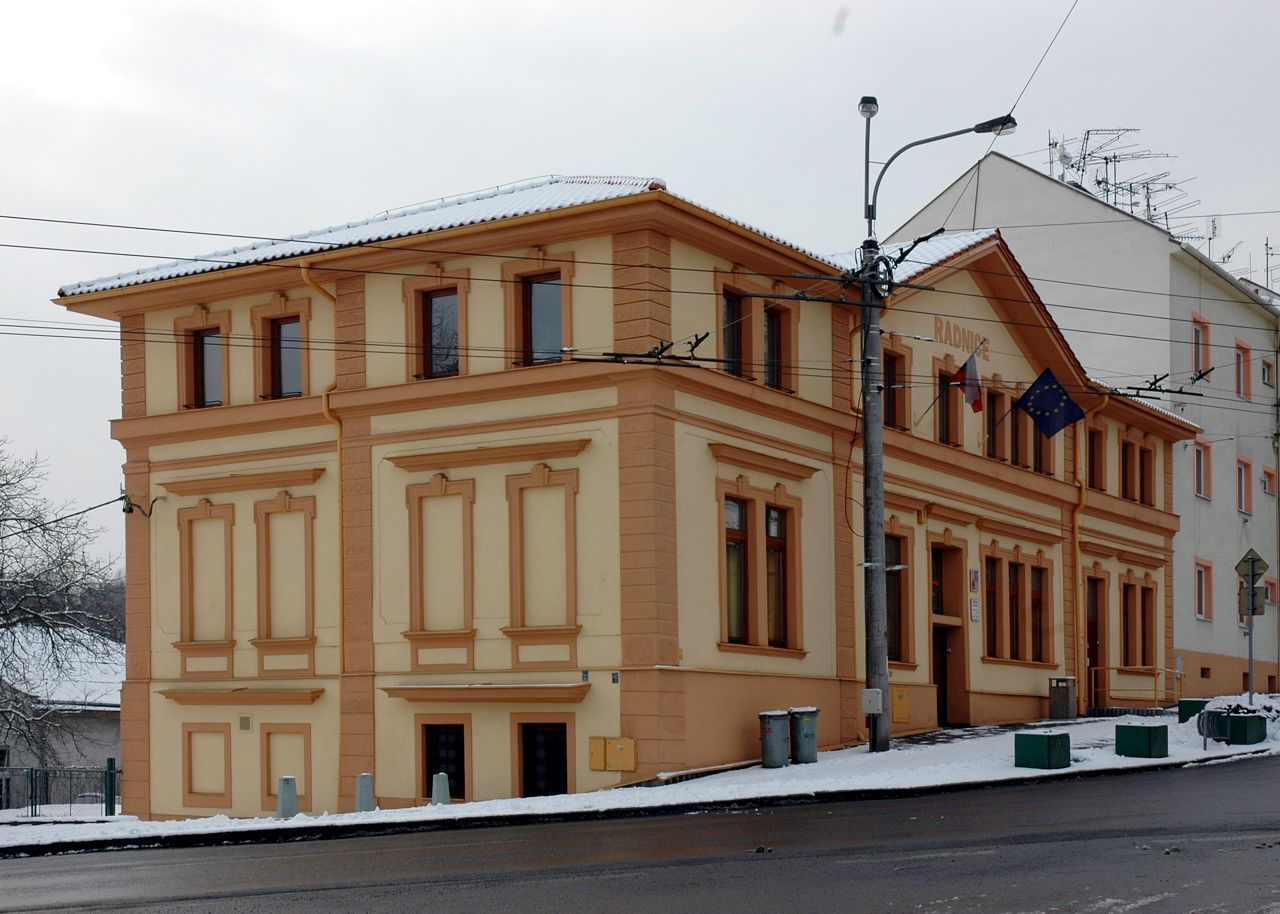
Ehemaliges Rathaus
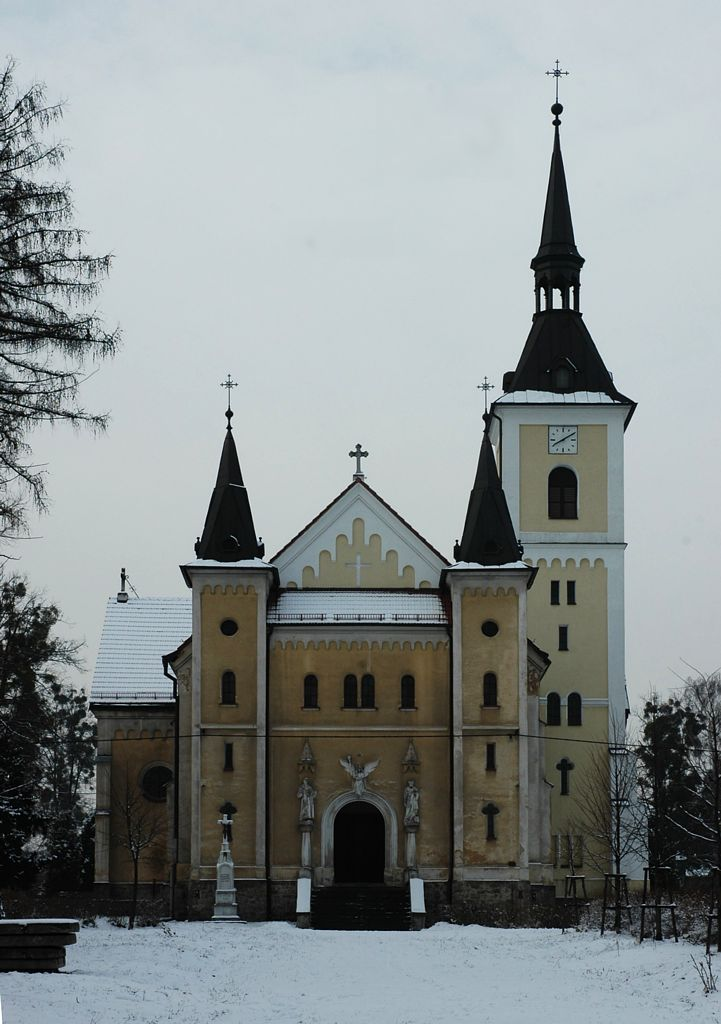
Katholische Kirche aus 1903
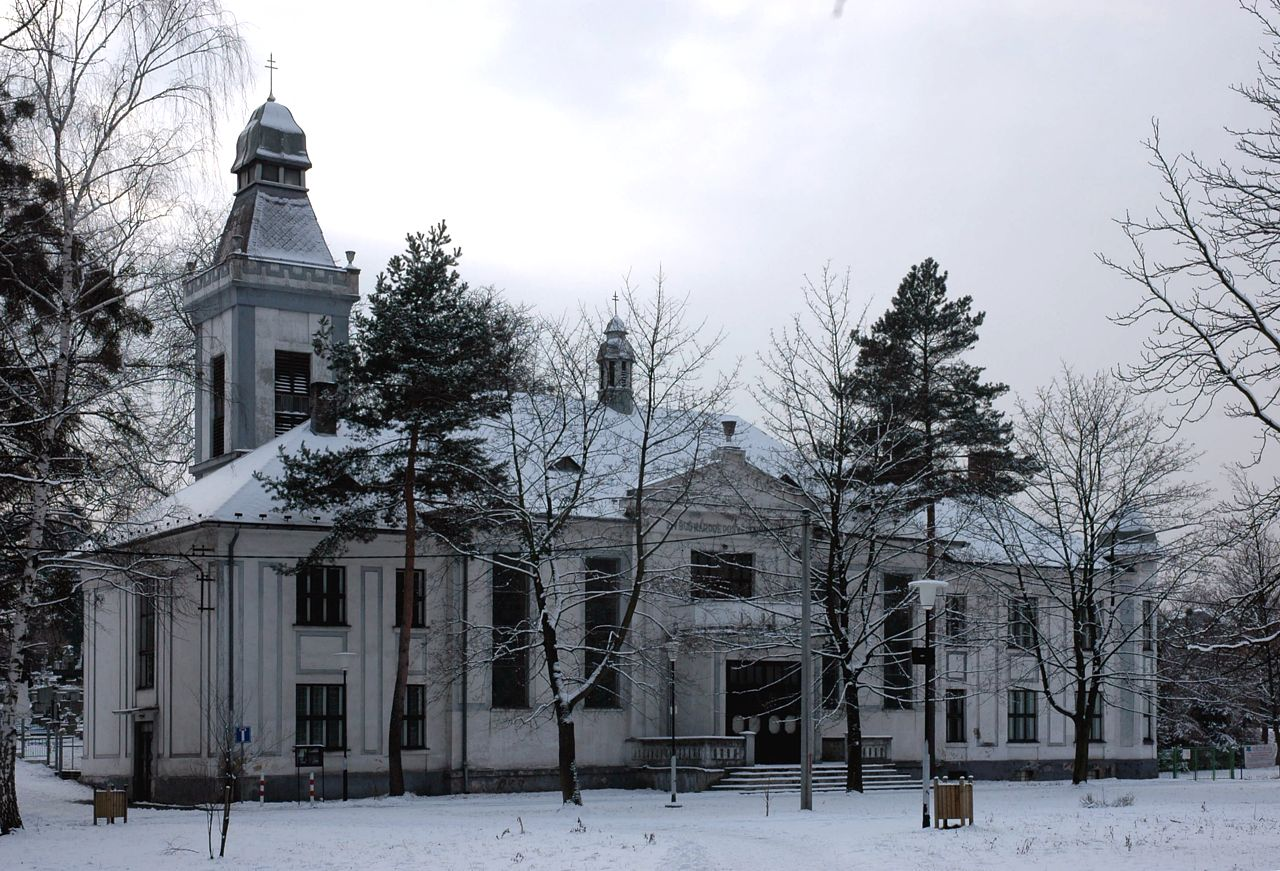
Hussitische Kirche aus 1927
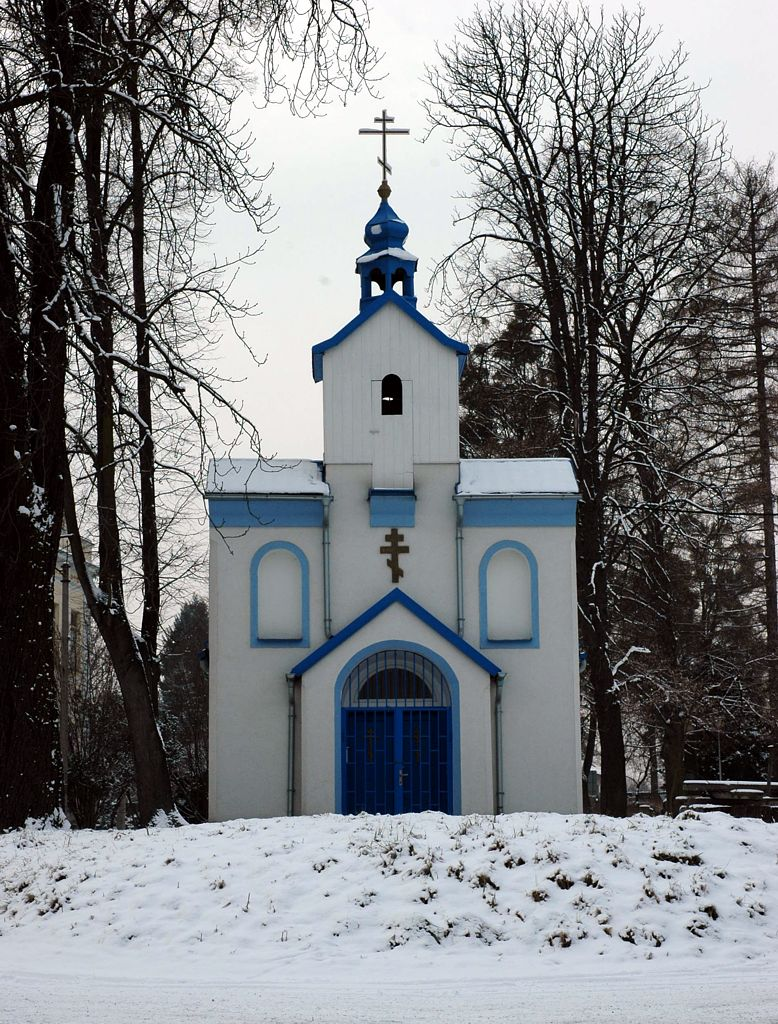
Orthodoxe Kirche, ehemalige katholische Kapelle aus 1866